# Banja-Baschi-Moschee

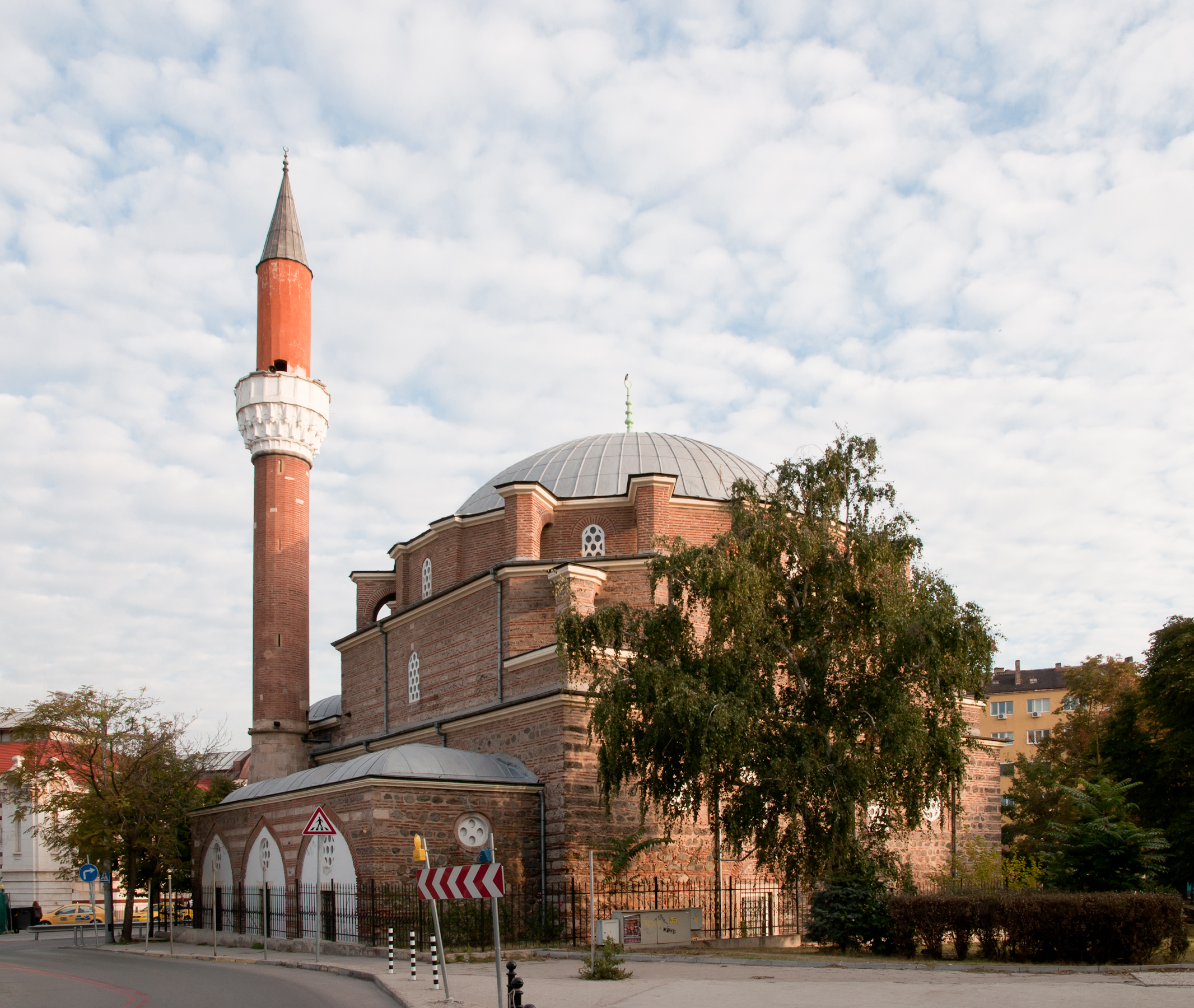
Die Banja-Baschi-Moschee in Sofia

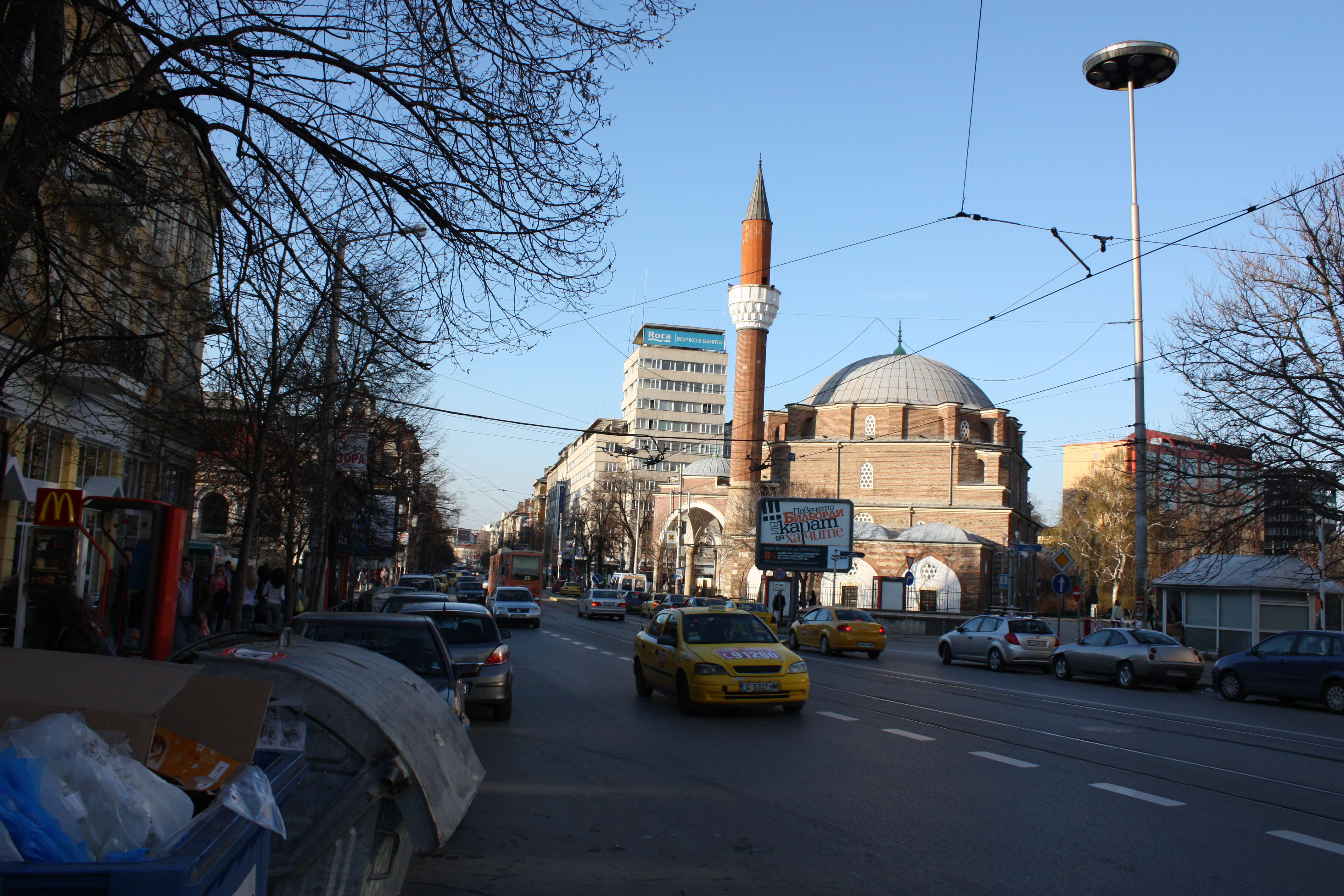
Die Banja-Baschi-Moschee am Boulevard Knjaginja Maria Luisa

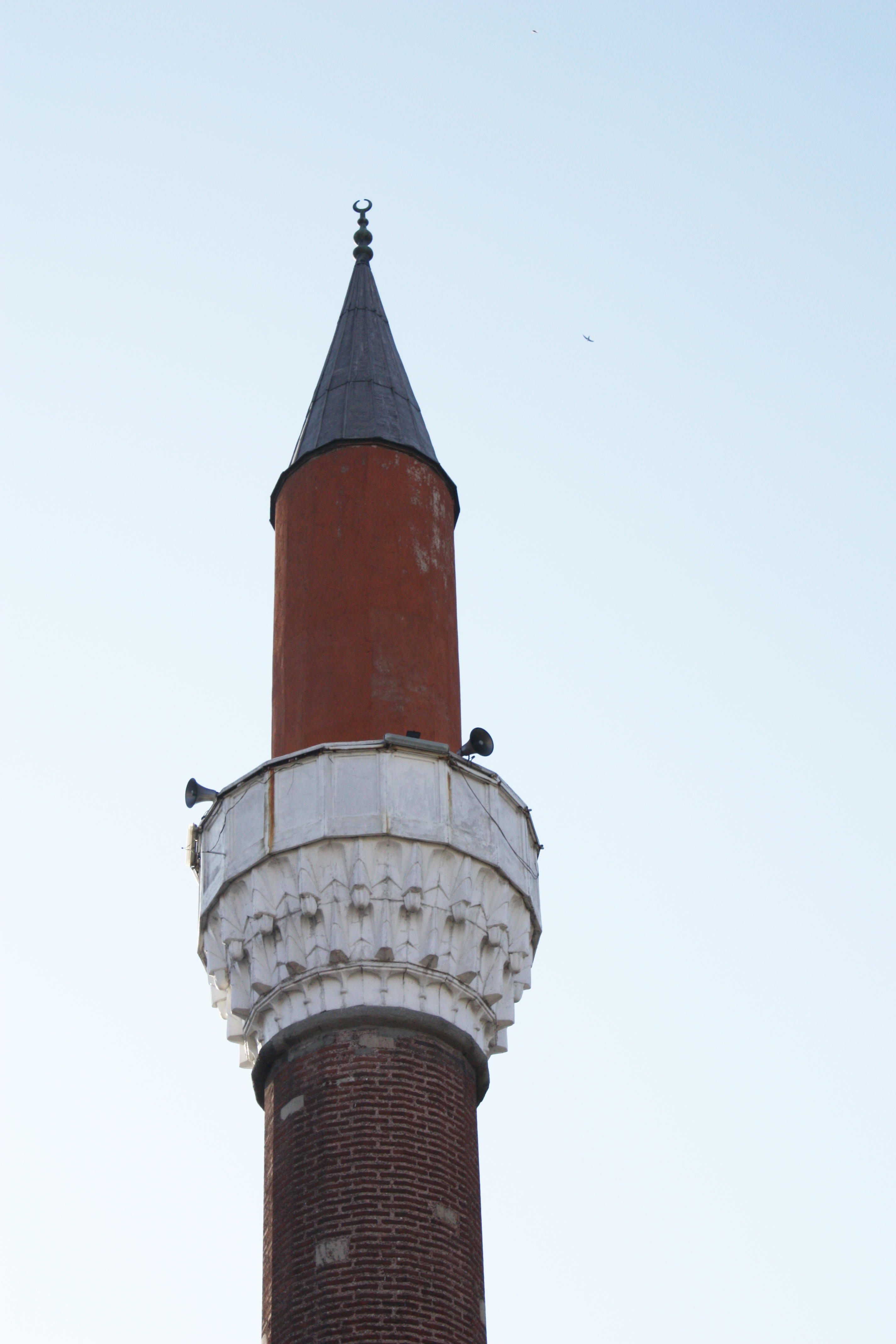
Das Minarett der Moschee

Die Banja-Baschi-Moschee (bulgarisch Баня Баши джамия/Banja baschi dschamija, türkisch Banyabaşı Camii) ist die größte und einzig aktive Moschee in der bulgarischen Hauptstadt Sofia. Sie ist eines der bedeutendsten Bauwerke Sofias aus der Zeit der osmanischen Herrschaft und wurde 1566/67 erbaut. Sie ist eine der ältesten Moscheen in Europa.

## Lage
Die Banja-Baschi-Moschee steht am Boulevard Knjaginja Maria Luisa im Zentrum Sofias. Unmittelbar östlich der Moschee steht das Zentrale Mineralbad Sofia (erbaut 1913) mit dem „Bad-Platz“ (площад „Бански“/Ploschtad „Banski“) und westlich davon, auf der anderen Straßenseite des Boulevard Knjaginja Maria Luisa, steht die Zentralmarkthalle Sofia (1911).

## Geschichte
Die Banja-Baschi-Moschee ist nach dem einstigen Badehaus benannt, nicht zu verwechseln mit der 1913 erbauten heutigen Zentralen Mineralbad Sofia. An dieser Stelle im Zentrum von Sofia, wo seit der Römerzeit eine 46 °C warme Thermalquelle entspringt, stand bereits seit mindestens dem 16. Jahrhundert ein öffentliches, türkisches Bad (Hamam oder Orientalisches Bad), das unmittelbar an die Moschee grenzte. Vor dem Bau des neuen großen Zentralen Mineralbades 1913 war dieses alte türkische Bad bereits stark verfallen. Nach diesem alten, viel kleineren türkischen Bad, das noch näher an der Moschee stand, als das heutige Zentralbad, war auch die Banja-Baschi-Moschee benannt.
Banja heißt Bad. Banja-Baschi heißt „vor dem Bad“, weshalb der Name des Moschee auch als Bädermoschee übersetzt wird. Der Stifter der Banja-Baschi-Moschee war Mullah (Molla) Efendi Kadı Seyfullah, der die Moschee im Gedenken an seine verstorbene Gattin errichten ließ. Ältere Quellen bezeichnen deshalb diese Moschee als Molla Efendi Moschee oder als Kadı Seyfullah Moschee.
Als Evliya Çelebi im 17. Jahrhundert Sofia besuchte, hatte die Stadt 53 Moscheen. Später hatte sie nach anderen Angaben über 100 Moscheen. Bei einem Erdbeben 1858 mit einer Stärke von ca. 6,5 auf der Richterskala kippten 19 der damals existierenden 24 Minarette in Sofia um, ansonsten waren keine Menschenleben bei diesem Erdbeben zu beklagen. Zum Ende der osmanischen Herrschaft gab es in Sofia 50 bis 84 Moscheen. Nach dem Ende der osmanischen Herrschaft (1878) gab es in Sofia noch 32 Moscheen. Von diesen Gebäuden sind heute noch fünf erhalten. Die Banja-Baschi-Moschee ist die einzige genutzte Moschee in der bulgarischen Hauptstadt, die in ihrer ursprünglichen Form erhalten ist. Im Gebäude der ehemaligen Großen Moschee (bulg. Буюк джамия/Bujuk dschamija; turk. Büyük Camii) ist heute das Nationale Archäologische Museum untergebracht.
Auf dem Bogen über der Eingangstür ist ein Text aufgemalt, der jedoch nicht mehr zu entziffern ist. Darunter steht die Jahreszahl 974, weshalb angenommen wird, dass die Moschee im Jahr 974 nach islamischer Zeitrechnung erbaut wurde, die mit der Hidschra begann. Das entspricht nach christlichem Kalender (Gregorianischer Kalender) dem Jahr 1566 oder 1567. Das islamische Jahr 974 dauerte nach dem julianischen Kalender vom 19. Juli 1566 bis zum 9. Juli 1567. Zu dieser Zeit herrschte das Osmanische Reich über Sofia und den Großteil der Balkanhalbinsel. Um 1440 war Sofia zum Zentrum eines rumelischen Bejlerbej geworden, der alle bulgarischen Territorien verwaltete und 25 Kreise umfasste.
Ein Vorgängerbau der heutigen Moschee wurde 1474 erbaut, während der Zeit des Provinzgouverneur (Beylerbey) Mehmed Pascha, der spätere Sultan Mehmed II.
Während der kommunistischen Herrschaft in Bulgarien (1944–1989) war die Moschee nicht in Betrieb. Seit 1989 sind auch wieder die Gebetsrufe der Muezzine vom Minarett zu hören.

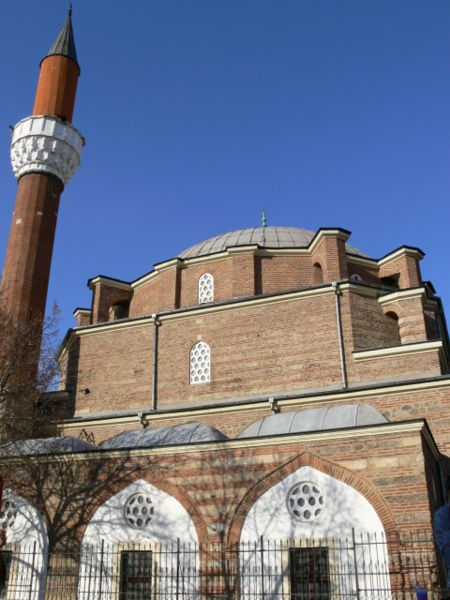
Die Wände der Moschee sind aus sich abwechselnden Schichten aus gehauenem Stein und roten Backsteinen gebaut.

## Die Moschee heute
Die Moschee ist zwar nicht offiziell für Touristen zur Besichtigung geöffnet, diese werden jedoch außerhalb der fünf Gebetszeiten zur Besichtigung eingelassen. Auch Frauen haben in angemessener Kleidung Zutritt, müssen aber ein Kopftuch tragen, das am Eingang erhältlich ist. Zu den Gebetszeiten ertönt der Gebetsruf des Muezzin aus Lautsprechern vom Minarett, die aber so leise sind, dass sie im Straßenlärm fast untergehen. Der erste (5 Uhr) und der letzte Gebetsruf (22:30 Uhr) werden aus Gründen des Lärmschutzes weggelassen. Der Ruf zum Gebet dauert anderthalb Minuten und erfolgt in arabischer Sprache. So wird sowohl den Wünschen der Moslems und der Nichtmoslems bezüglich der Lärmbelästigung Rechnung getragen. 2006 gab es eine Bürgerinitiative mit Unterschriftsammlungen von Nichtmuslimen gegen die Lärmbelästigung durch die Gebetsrufe. Es folgten jedoch keine gerichtlichen oder administrativen Verbote oder Regelungen dazu.
Die Predigt in der Moschee erfolgt auf Bulgarisch und Türkisch. Lediglich die Pflichtgebete werden in der vorgeschriebenen arabischen Originalsprache verlesen. Oft stehen auch Muslime zu den Gebetszeiten vor der Moschee, da besonders zum islamischen Fastenmonat Ramadan und an Feiertagen der Platz in der Moschee nicht für alle Besucher reicht.

## Architektur

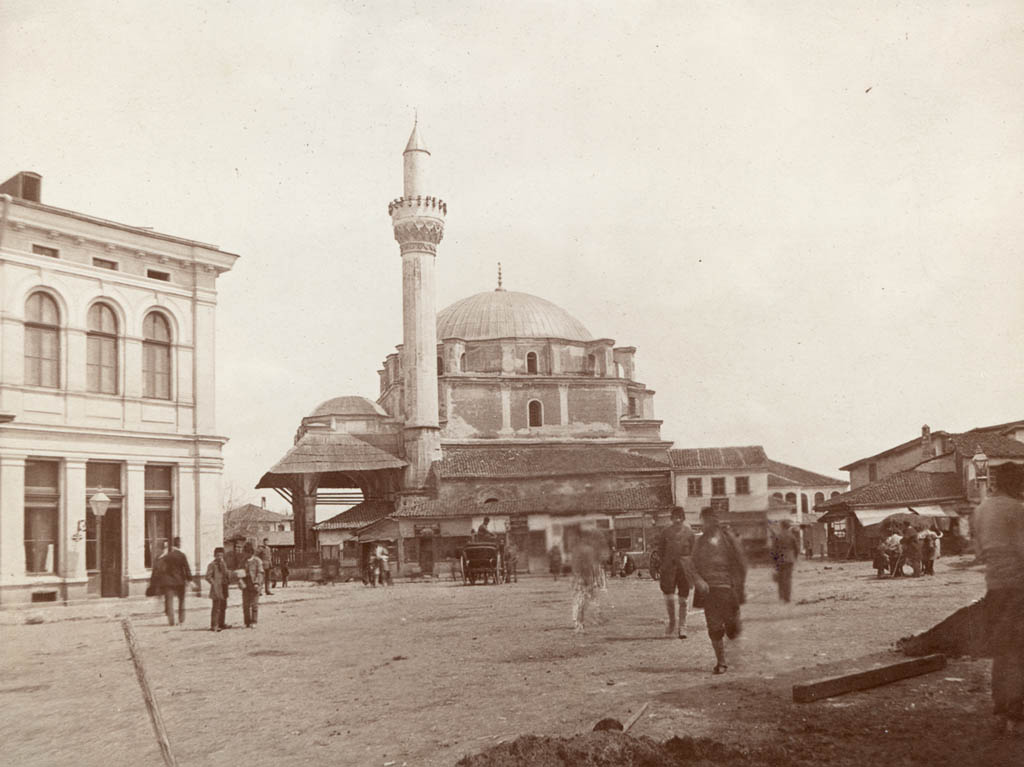
Die Banja-Baschi-Moschee im 19. Jahrhundert

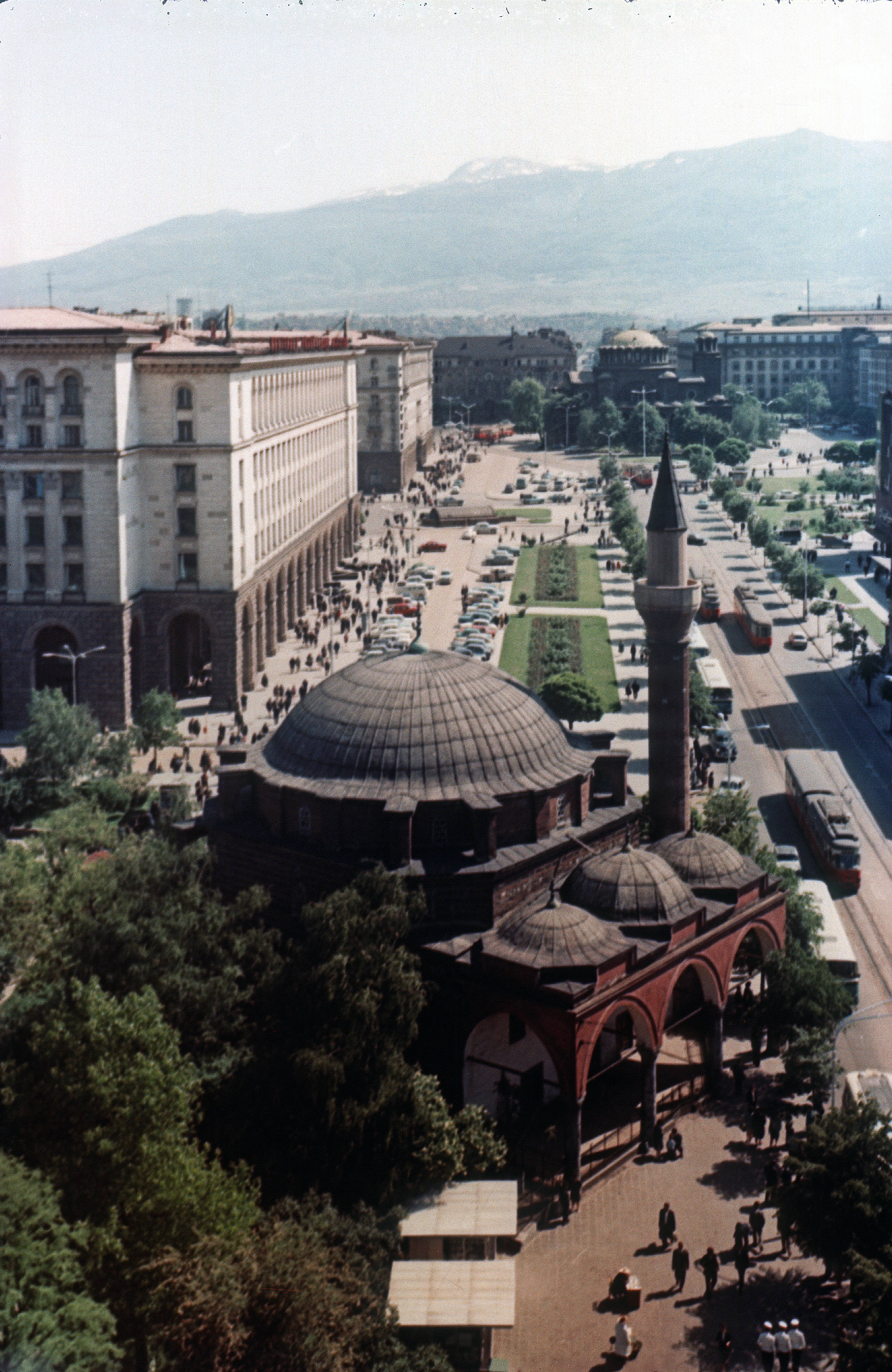
Banja-Baschi-Moschee, Mitte der 1970er Jahre

Das Hauptgebäude der Moschee hat eine quadratische Grundfläche und trägt eine große zentrale Bleikuppel mit einem Durchmesser von 15 Metern. Das Gebäude steht nicht parallel zum Boulevard Knjaginja Maria Luisa, sondern zeigt mit seiner Westecke, an der auch das hohe, schlanke Minarett steht, zur Straße. An der Nordwestseite befindet sich der Haupteingang, der von einem Vorbau (Tetimme = Nebengebäude) mit drei kleineren Kuppeln überdacht ist.
Die Moschee ist im typischen osmanischen Baustil des 16. Jahrhunderts errichtet. Der Erbauer war Mimar Sinan, einer der größten Architekten des Osmanischen Reiches. Er hat auch die Selimiye-Moschee in Edirne gebaut. Die Wände sind aus sich abwechselnden Schichten aus gehauenem Stein und roten Backsteinen gebaut. Auf dem vier Ecken des Daches dienen kleine Türmchen mit Durchbrüchen als Stützwände. An der Stelle, an der die Moschee steht, entspringt eine warme Mineralquelle (46 °C). Der aufsteigende Dampf ist in der Nähe der Wände der Moschee zu sehen.
Die Wände des Gebetsraumes und die Bögen sind aus gehauenem Stein. Die Säulen sind jeweils aus einem einzigen Stein gehauen. Der Bogen über der Eingangstür ist ebenfalls aus Stein gehauen. Die Hauptkuppel ist mit Bleiplatten gedeckt. Das Innere der Moschee hat erst nach mehrmaligem Umbau sein jetziges Aussehen erhalten. Die letzte Grundrenovierung wurde in den 1920er Jahren mit finanzieller Unterstützung des türkischen Botschafters in Bulgarien, Fethi Okyar, durchgeführt. Nach dem Zweiten Weltkrieg wurde eine Teilrenovierung (Putzarbeiten, Malerarbeiten usw.) durchgeführt. Renovierungen in den letzten Jahrzehnten wurden durch die Unterstützung durch türkische und arabische Waqf (Stiftung) ermöglicht. Mit deren Unterstützung wurde unter anderem eine Fußbodenheizung eingebaut.
Die Moschee hat zwei Etagen, die obere Etage ist, wie in Moscheen üblich, den Frauen vorbehalten. Der Imam steht bei seiner Predigt auf einer Kanzel (Minbar). Die Wände der Banja-Baschi-Moschee sind in weiß und blau gehalten. Da das islamische Bilderverbot gilt, sind die Wände mit arabischen Kalligrafien, Zitaten aus dem Koran, verziert. Früher befand sich neben der Moschee das Grab von Mullah Efendi Kadı Seyfullah.
Veränderungen im Inneren oder an ihrem Äußeren sind nicht zugelassen, seit die Moschee zum Kulturdenkmal erklärt wurde.
Die Moschee bietet in ihrem jetzigen Zustand Platz für 700 Gläubige beim Freitagsgebet und für fast 1200 an religiösen Feiertagen (Bayram). Die muslimische Gemeinde in Sofia zählt ungefähr 30.000 Muslime.